# كريستوفر موريس (كاتب)
كريستوفر موريس (بالإنجليزية: Christopher Morris)‏ هو كاتب وصحفي بريطاني، ولد في 28 مارس 1938 في لوتن في المملكة المتحدة.